# Saint-Bonnet-de-Condat
Pour les articles homonymes, voir Saint-Bonnet (homonymie).
Saint-Bonnet-de-Condat est une commune française située dans le département du Cantal, en région Auvergne-Rhône-Alpes. Anciennement appelée aussi Saint-Bonnet de Marcenat.

## Géographie

### Situation

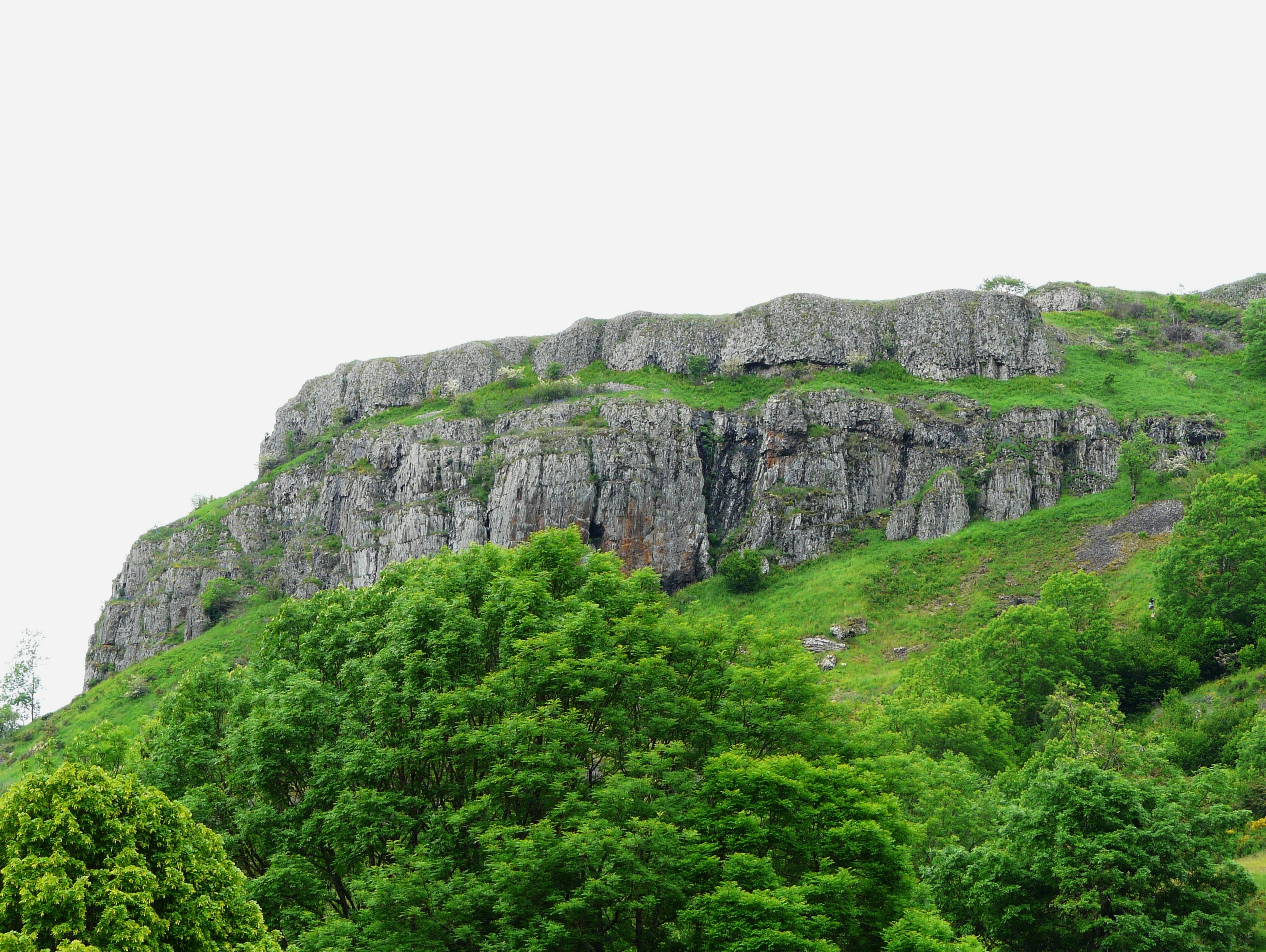
Les orgues au nord du bourg.

Son territoire est constitué de la partie de la vallée de la Santoire entre les communes de Condat et Saint-Saturnin et de montagnes. Le bourg est construit au sud et à l'abri d'un rocher basaltique qui lui donne un climat doux en hiver.
|         | Marcenat               |           |
| Lugarde | Saint-Bonnet-de-Condat | Landeyrat |
|         | Saint-Saturnin         |           |

### Climat
Pour des articles plus généraux, voir Climat d'Auvergne-Rhône-Alpes et Climat du Cantal.
En 2010, le climat de la commune est de type climat de montagne, selon une étude du CNRS s'appuyant sur une série de données couvrant la période 1971-2000. En 2020, Météo-France publie une typologie des climats de la France métropolitaine dans laquelle la commune est exposée à un climat de montagne ou de marges de montagne et est dans la région climatique  Ouest et nord-ouest du Massif Central, caractérisée par une pluviométrie annuelle de 900 à 1 500 mm, maximale en automne et en hiver. 
Pour la période 1971-2000, la température annuelle moyenne est de 8,1 °C, avec une amplitude thermique annuelle de 15 °C. Le cumul annuel moyen de précipitations est de 1 180 mm, avec 13 jours de précipitations en janvier et 8,6 jours en juillet. Pour la période 1991-2020, la température moyenne annuelle observée sur la station météorologique de Météo-France la plus proche, sur la commune de Marcenat à 4 km à vol d'oiseau, est de 7,7 °C et le cumul annuel moyen de précipitations est de 1 174,5 mm,. Pour l'avenir, les paramètres climatiques de la commune estimés pour 2050 selon différents scénarios d'émission de gaz à effet de serre sont consultables sur un site dédié publié par Météo-France en novembre 2022.

## Urbanisme

### Typologie
Au 1er janvier 2024, Saint-Bonnet-de-Condat est catégorisée commune rurale à habitat très dispersé, selon la nouvelle grille communale de densité à 7 niveaux définie par l'Insee en 2022.
Elle est située hors unité urbaine et hors attraction des villes,.

### Occupation des sols
L'occupation des sols de la commune, telle qu'elle ressort de la base de données européenne d’occupation biophysique des sols Corine Land Cover (CLC), est marquée par l'importance des territoires agricoles (69,3 % en 2018), en augmentation par rapport à 1990 (66,9 %). La répartition détaillée en 2018 est la suivante : 
prairies (65,3 %), milieux à végétation arbustive et/ou herbacée (21,3 %), forêts (5,9 %), zones agricoles hétérogènes (3,9 %), zones humides intérieures (3,5 %). L'évolution de l’occupation des sols de la commune et de ses infrastructures peut être observée sur les différentes représentations cartographiques du territoire : la carte de Cassini (XVIIIe siècle), la carte d'état-major (1820-1866) et les cartes ou photos aériennes de l'IGN pour la période actuelle (1950 à aujourd'hui).

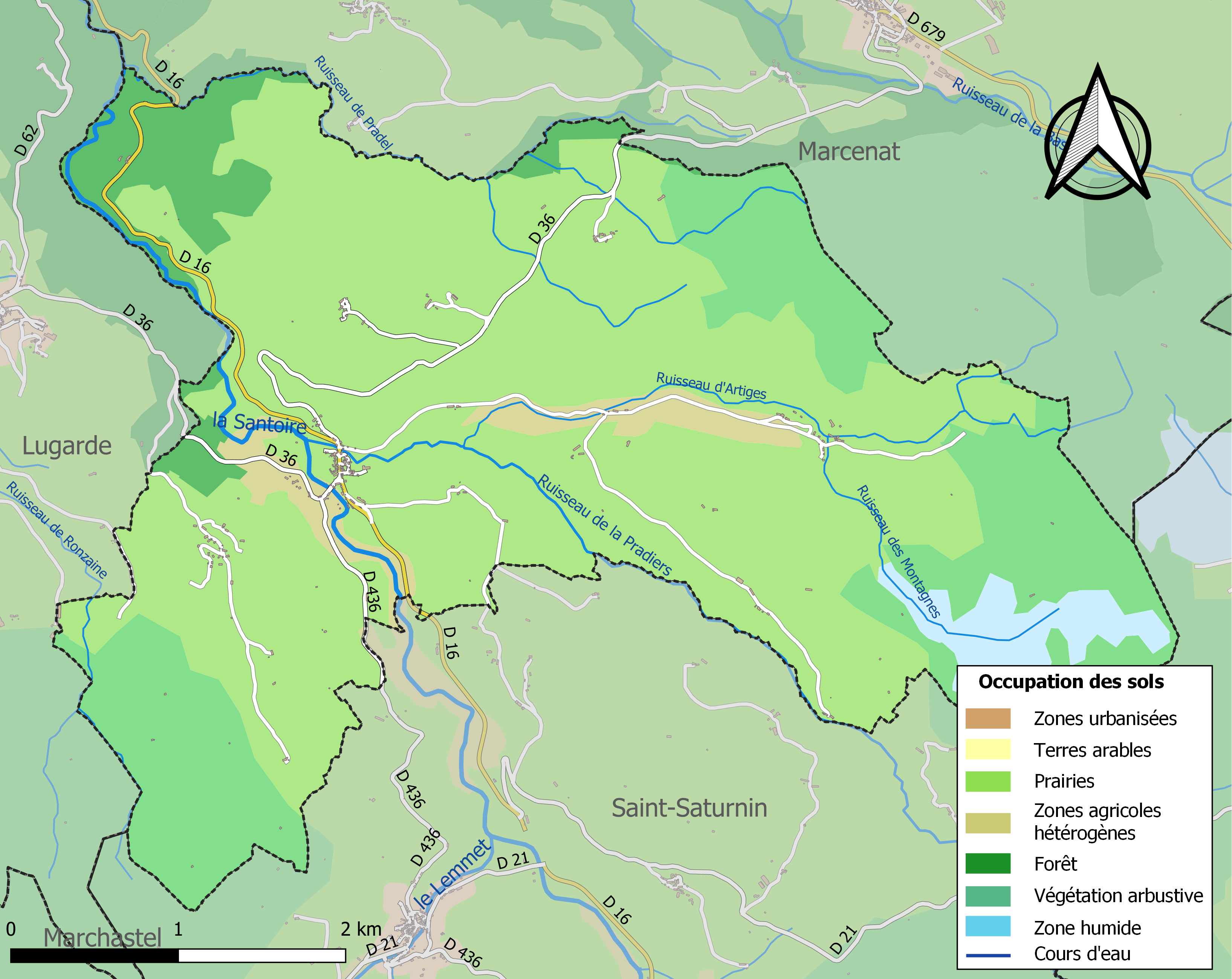
Carte des infrastructures et de l'occupation des sols de la commune en 2018 (CLC).

### Habitat et logement
En 2018, le nombre total de logements dans la commune était de 146, alors qu'il était de 144 en 2013 et de 153 en 2008.
Parmi ces logements, 42,3 % étaient des résidences principales, 44 % des résidences secondaires et 13,7 % des logements vacants. Ces logements étaient pour 95,2 % d'entre eux des maisons individuelles et pour 4,2 % des appartements.
Le tableau ci-dessous présente la typologie des logements à Saint-Bonnet-de-Condat en 2018 en comparaison avec celle du Cantal et de la France entière. Une caractéristique marquante du parc de logements est ainsi une proportion de résidences secondaires et logements occasionnels (44 %) supérieure à celle du département (20,4 %) et à celle de la France entière (9,7 %). Concernant le statut d'occupation de ces logements, 88,5 % des habitants de la commune sont propriétaires de leur logement (79,7 % en 2013), contre 70,4 % pour le Cantal et 57,5 pour la France entière.
| Typologie                                               | Saint-Bonnet-de-Condat | Cantal | France entière |
| ------------------------------------------------------- | ---------------------- | ------ | -------------- |
| Résidences principales (en %)                           | 42,3                   | 67,7   | 82,1           |
| Résidences secondaires et logements occasionnels (en %) | 44                     | 20,4   | 9,7            |
| Logements vacants (en %)                                | 13,7                   | 11,9   | 8,2            |

## Toponymie
- Artiges, village qui est mentionné dans une charte de Clovis d'octobre 507.
- Le Bourg, situé au bord de la Santoire.
- Chaussonnet, hameau sur le plateau basaltique.
- Chazal, hameau dépendant du château de Frayssinet.
- L'inquérade, hameau.
- Rochegude, hameau.

## Histoire
Au cours de la période révolutionnaire de la Convention nationale (1792-1795), la commune, alors appelée Saint-Bonnet simplement, a porté le nom de Montagne ou La Montagne. Elle adopte son nom actuel en 1955.

## Politique et administration
| Période                                  | Période      | Identité         | Étiquette | Qualité                    |
| ---------------------------------------- | ------------ | ---------------- | --------- | -------------------------- |
| Les données manquantes sont à compléter. |              |                  |           |                            |
| mars 2001                                | juillet 2020 | Pierre Martin    | DVD       | Retraité de l'enseignement |
| juillet 2020                             | En cours     | Jean-Paul Malbec | SE        | Retraité du commerce       |

## Démographie
L'évolution du nombre d'habitants est connue à travers les recensements de la population effectués dans la commune depuis 1793. Pour les communes de moins de 10 000 habitants, une enquête de recensement portant sur toute la population est réalisée tous les cinq ans, les populations de référence des années intermédiaires étant quant à elles estimées par interpolation ou extrapolation. Pour la commune, le premier recensement exhaustif entrant dans le cadre du nouveau dispositif a été réalisé en 2005.

En 2022, la commune comptait 113 habitants, en évolution de −2,59 % par rapport à 2016 (Cantal : −1,08 %, France hors Mayotte : +2,11 %).
| 1793 | 1800 | 1806 | 1821 | 1831 | 1836 | 1841 | 1846 | 1851 |
| ---- | ---- | ---- | ---- | ---- | ---- | ---- | ---- | ---- |
| 901  | 473  | 712  | 639  | 691  | 754  | 780  | 786  | 733  |

| 1856 | 1861 | 1866 | 1872 | 1876 | 1881 | 1886 | 1891 | 1896 |
| ---- | ---- | ---- | ---- | ---- | ---- | ---- | ---- | ---- |
| 764  | 756  | 697  | 667  | 655  | 663  | 702  | 689  | 741  |

| 1901 | 1906 | 1911 | 1921 | 1926 | 1931 | 1936 | 1946 | 1954 |
| ---- | ---- | ---- | ---- | ---- | ---- | ---- | ---- | ---- |
| 677  | 715  | 711  | 552  | 535  | 545  | 538  | 452  | 384  |

| 1962 | 1968 | 1975 | 1982 | 1990 | 1999 | 2005 | 2006 | 2010 |
| ---- | ---- | ---- | ---- | ---- | ---- | ---- | ---- | ---- |
| 405  | 406  | 402  | 363  | 278  | 177  | 158  | 154  | 100  |

| 2015 | 2020 | 2022 | - | - | - | - | - | - |
| ---- | ---- | ---- | - | - | - | - | - | - |
| 116  | 115  | 113  | - | - | - | - | - | - |

## Culture locale et patrimoine

### Lieux et monuments
- Église Saint-Bonnet, ancien prieuré donné en 1131 par Aymeri, évêque de Clermont, à l'abbaye de Sauxillage. François de Giou la répare à ses frais en 1653.
- Château de Frayssinet.
- Moulin du Lessart.
- Moulin de Réginbal.

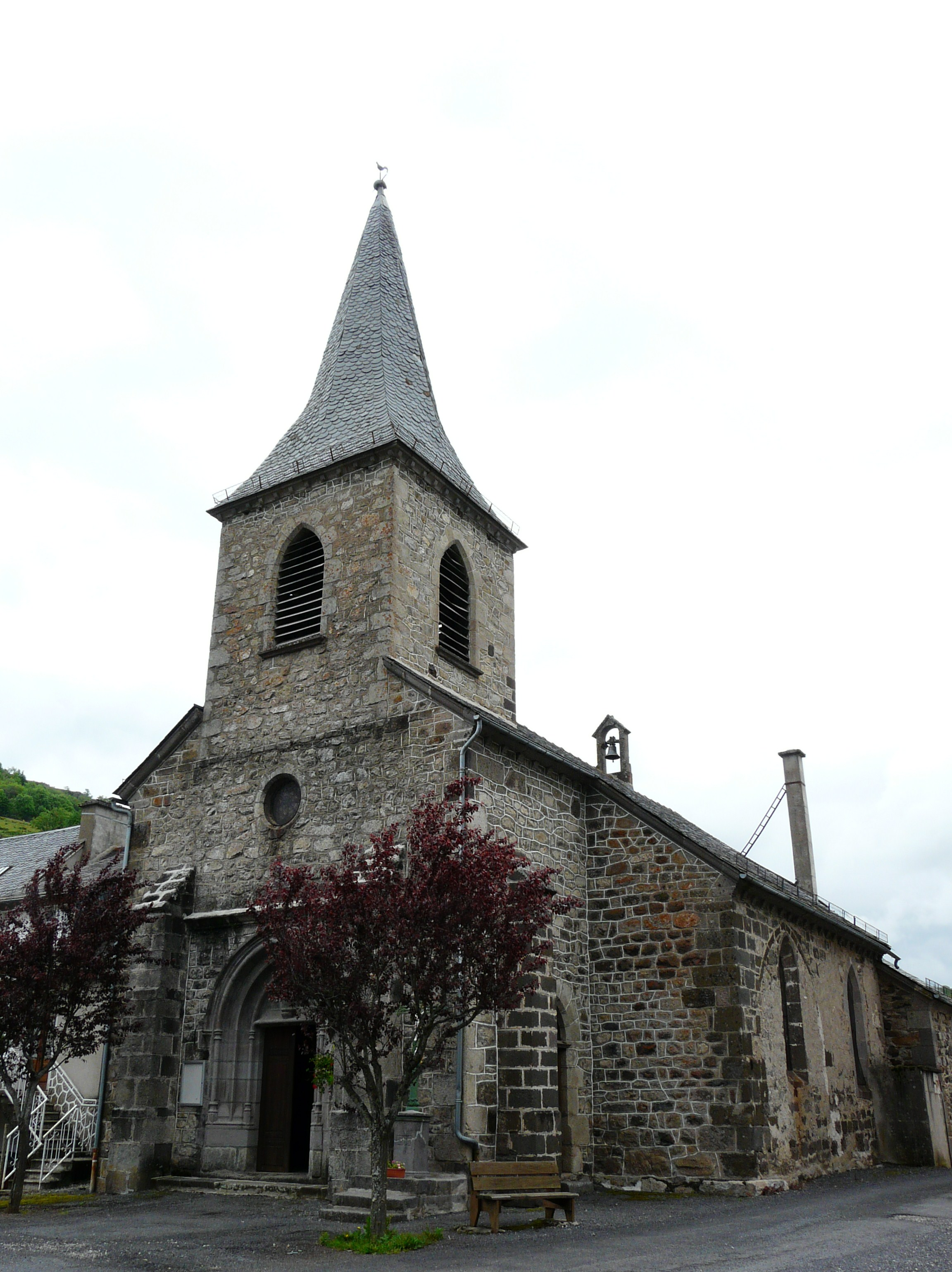
L'église.
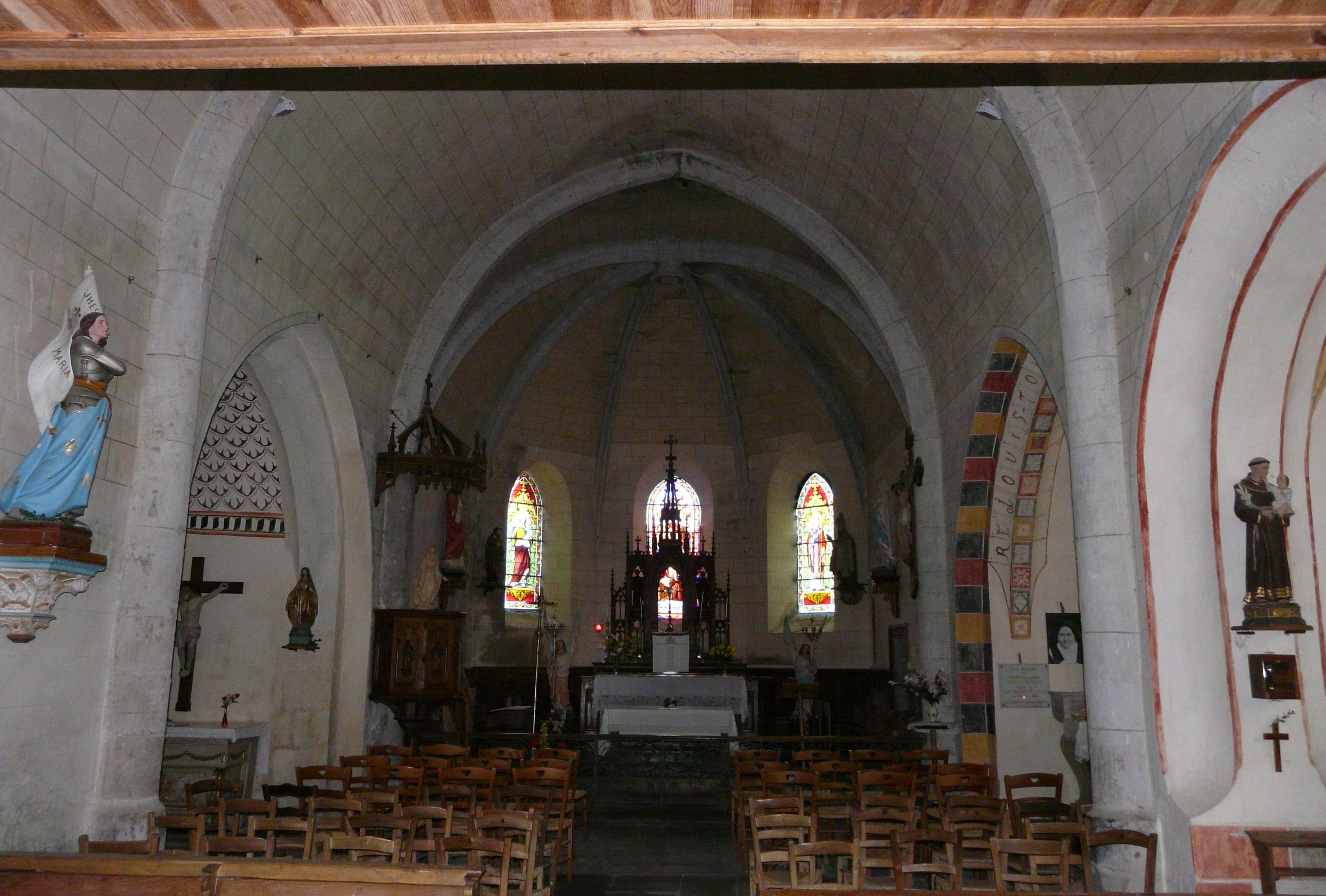
Sa nef.
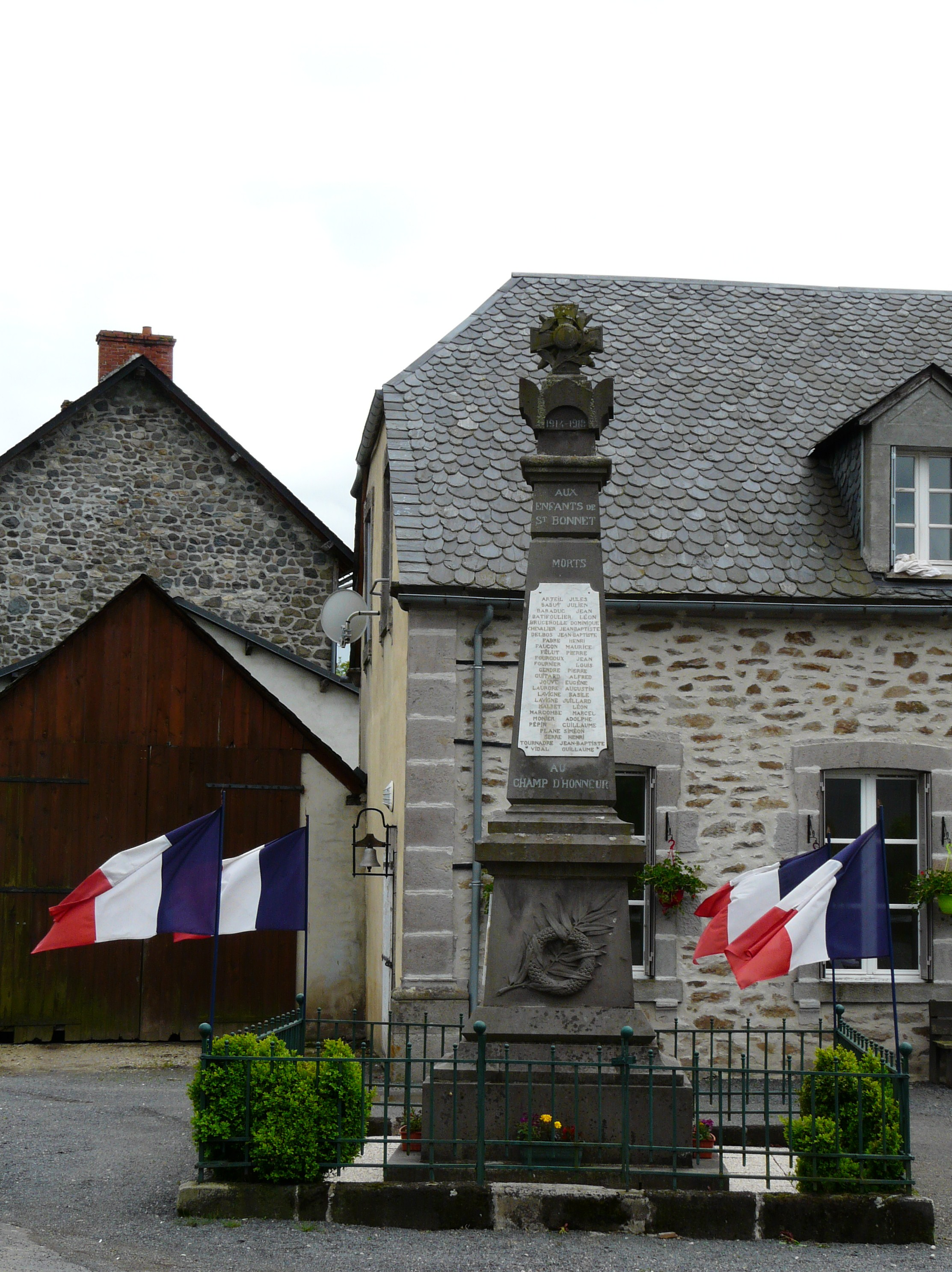
Le monument aux morts.
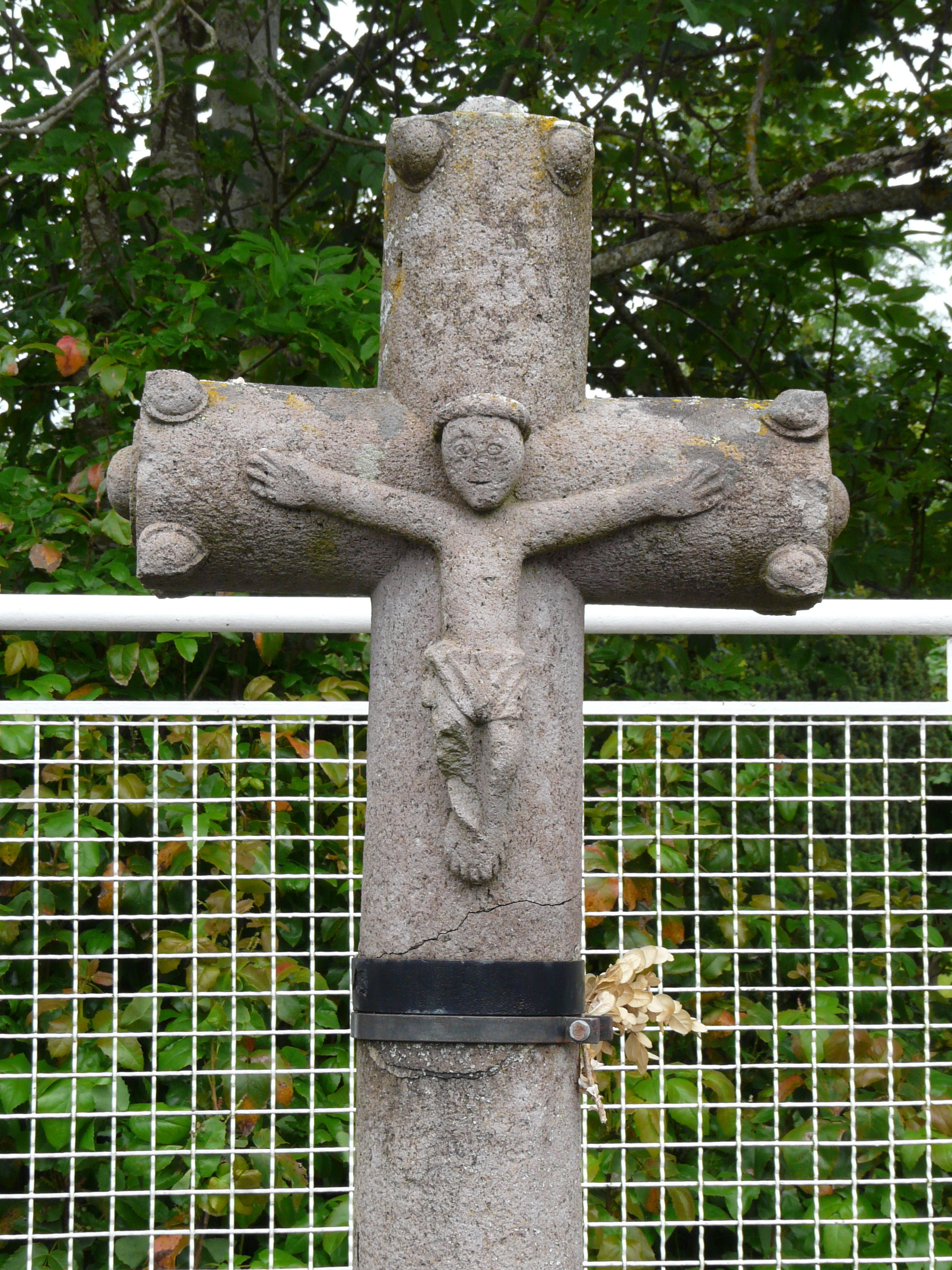
Croix ancienne dans le bourg.